# Museo de Geología de Azerbaiyán
El Museo de Geología de Azerbaiyán es una institución museística que tiene como principal actividad la exhibición de rocas, minerales y muestras de mena, que caracterizan la base mineral y materia prima del país.

## Historia
El museo fue fundado en 1969, como museo local. En 1982, el museo recibió el estatus de "Museo de Geología de Azerbaiyán", por decisión del Consejo de Ministros de la ex Unión Soviética de Azerbaiyán.
El 21 de mayo de 2008, el presidente de la República de Azerbaiyán, Ilham Aliyev firmó un decreto para la asignación de un millón de manats, del Fondo de Reserva Presidencial, para mejorar las actividades del Ministerio de Recursos Naturales y el Ministerio de Medio Ambiente. Como parte de este pedido, el museo fue objeto de una extensa reparación y reconstrucción, y la estructura del museo se modernizó. El área del museo se incrementó a 630 metros cuadrados. El 25 de diciembre de 2010, se realizó la ceremonia de reapertura del museo.

## Exposición
En las salas de exposiciones del museo hay más de 5000 minerales, no minerales, materiales de construcción, piedras ornamentales y de revestimiento, piedra natural, minerales, hallazgos paleontológicos, mapas geológicos de diverso contenido que reflejan los recursos minerales de Azerbaiyán y de otros regiones del mundo, álbumes, folletos y otras exposiciones.
En 2016-2017, un total de 15 exhibiciones, incluidos minerales de cuarzo y piedras decorativas, se transfirieron a la colección del museo. El contenido de estas exhibiciones fue encontrado en las regiones de Dashkesan y Khyzy, así como en el Cáucaso Menor y el noreste del Gran Cáucaso. Una de las muestras, mineral de cuarzo, se encontró en la región de Zagatala.
En febrero de 2018, se transfirió un espécimen a la colección del museo: un mineral intercalado con galena, esfalerita y cuarzo, que se encontró en Soyugbulag, Gadabay y se cree que pertenece al período Jurásico medio de la era Mesozoica. Además, en el primer semestre del año se trasladaron al museo 2 exposiciones más.
Hay seis secciones en el museo que muestran la riqueza natural de la tierra en la República de Azerbaiyán.

### Geología regional
La sección de Geografía Regional incluye distintos mapas geológicos que reflejan estratigrafía, litología, petrografía, tectónica, magnetismo, morfología, volcanes de lodo, aguas minerales subterráneas y depósitos minerales. El mapa geológico de la república se basa en un relieve a escala 1: 100 000. Esta sección también incluye depósitos geológicos, cuaternarios de Azerbaiyán, volcanes de lodo, minerales, mapas de los estados de petróleo y gas, así como el mapa geológico del Cáucaso en la escala de 1: 500 000. Además, se conservan muestras y cortes geológicos de pozos profundos perforados en Saatli. Esta sección también contó con más de 510 rocas raras, minerales, monominerales y druzas, muestras de geodatos.

### Materia prima nacional
La base de materia prima mineral de la República consta de dos secciones.
En la sección de esculturas y podios de los depósitos minerales escitas se han tomado de varios campos de la república y están compuestos por negro, color, noble y otros. Se muestran mapas geométricos, cortes transversales, fotografías de objetos de la industria de la montaña, stands especiales, álbumes.
Materias primas no metálicas. La sección de fuentes de materiales de construcción comienza con un soporte que refleja agua subterránea, mineral, térmica y dulce. Se demuestran la minería, tintes naturales y muchas otras muestras de los campos y manifestaciones importantes de la química de montaña. Gran parte de la exposición está realizada con piedras decorativas naturales y soportes.

### Petrografía
En la sección de petrografía se muestrearon rocas intrusivas, efusivas, sedimentarias y metamórficas. Además de las muestras de rocas traídas de diferentes regiones de Azerbaiyán, rocas de otras regiones del mundo completan la colección de petrografía.

### Mineralogía
En el apartado de mineralogía, la base de la exposición contiene muestras de muchas regiones del mundo, que junto con las muestras de minerales de Azerbaiyán, dan un amplio panorama mundial. Aquí se muestran los agregados cristalinos de minerales, elementos libres, sulfuros, óxidos, haluros, carbonatos, silicatos, boratos, fosfatos y sulfuros e hidróxidos.

### Paleontología
En el apartado Paleontología, contiene restos de fauna y flora que abarcan periodos desde el Silúrico hasta Neógeno.

### Fotografía
En la sección de fotografías, hay imágenes que describen rincones geológicamente interesantes de la república, depósitos minerales, canteras de piedra y retratos de destacados geólogos. Las fotografías aportadas por geólogos especialistas se utilizan para diseñar exposiciones y stands.